# 吹屋

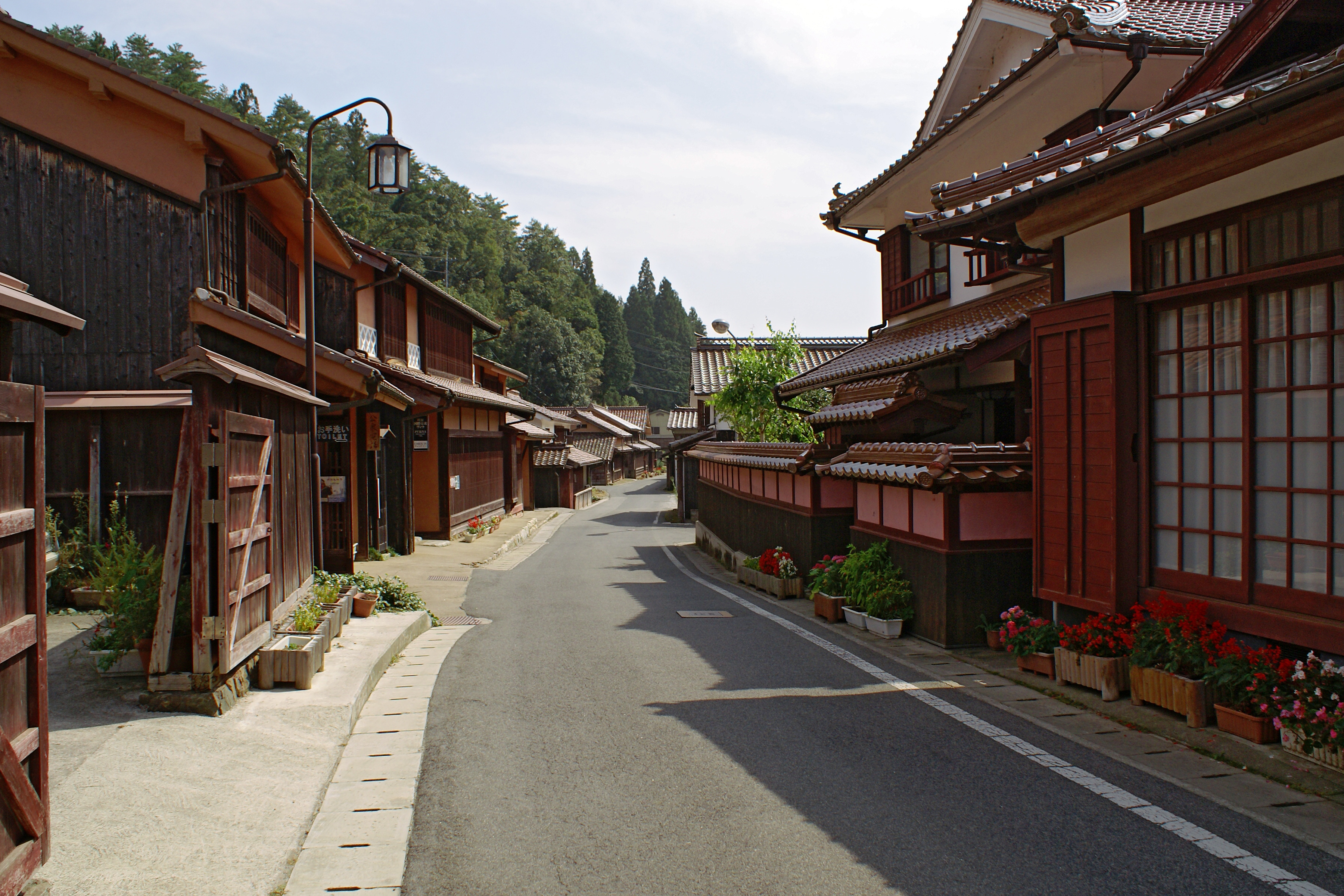
吹屋の町並み

吹屋（ふきや）は、岡山県高梁市成羽町にある地区である。金属を精錬・鋳造する職業や職人、およびその細工場を吹屋と呼ばれていた。
石州瓦とベンガラ漆喰壁の赤い町並みで知られ、歴史的町並みの残る6.4ヘクタールの範囲が重要伝統的建造物群保存地区として選定されている。
本項ではかつて同地域に所在した川上郡吹屋町（ふきやちょう）と、同町の町制前の名称である吹屋村（ふきやむら）についても述べる。

## 概要

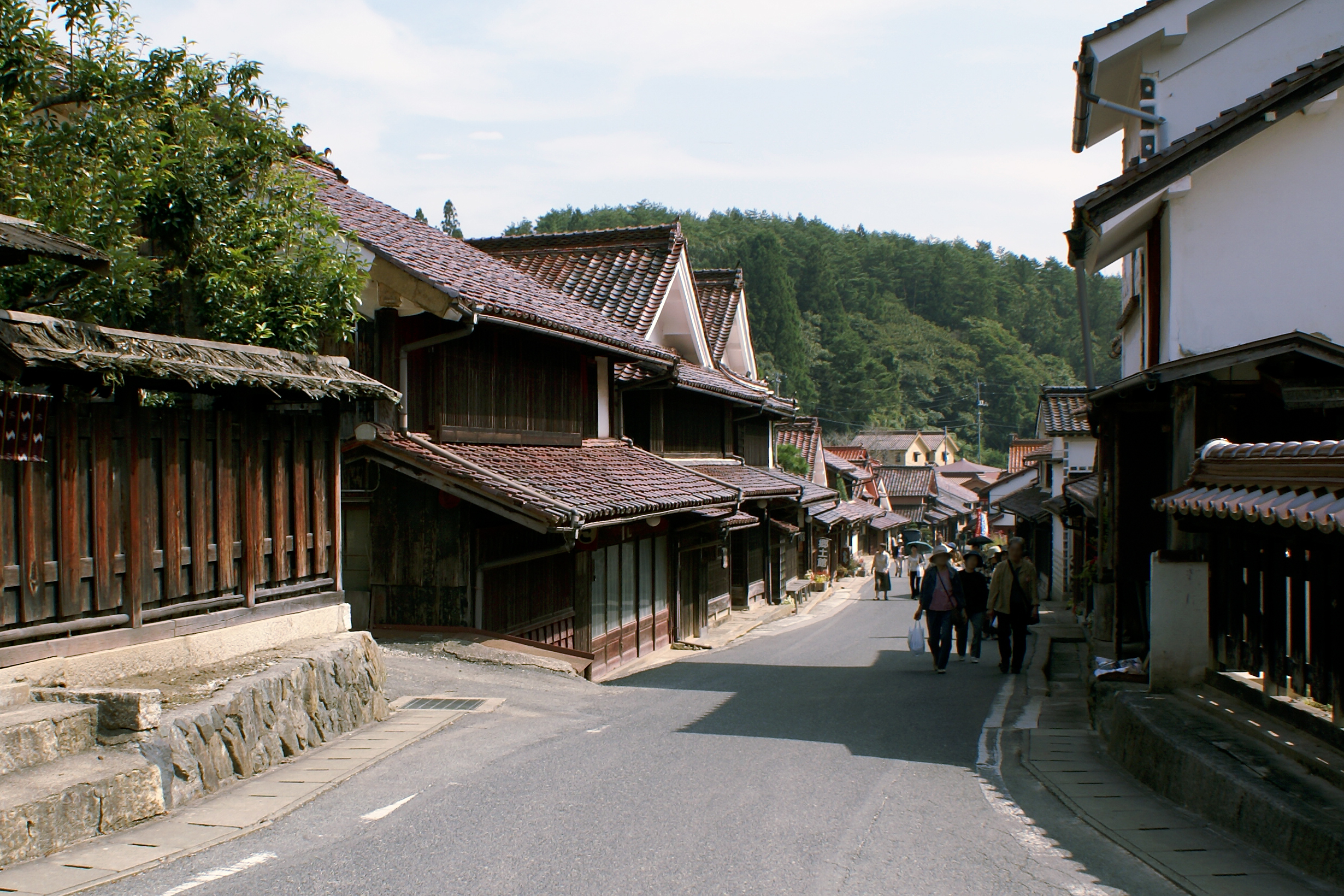
吹屋地区： 郷土館（左手）

元は1955年（昭和30年）まで存在した川上郡吹屋町（現在の高梁市成羽町吹屋・同坂本・同中野）であり、標高550mの高原地帯に位置する。
江戸時代中期頃より、幕領地として吹屋銅山を中心とする鉱山町へと発展した。幕末頃から明治時代にかけては、銅鉱とともに硫化鉄鉱石を酸化・還元させて人造的に製造したベンガラ（酸化第二鉄）における日本唯一の巨大産地として繁栄を極めた。主に美術工芸用の磁器の絵付け・漆器、神社仏閣のベンガラ外壁塗装に多用された。最盛期には銅山で働く従業員数が1200人にのぼる。山間に忽然と存在する吹屋集落のベンガラ格子と石州瓦による赤褐色の重厚な商家の町並みが昔日の繁栄を象徴している。
吹屋集落の町並保存地区や中野地区、坂本地区、下谷地区は1974年（昭和49年）に岡山県の「ふるさと村」に指定された。また、1977年（昭和52年）には岡山県下初の国の重要伝統的建造物群保存地区として選定され、現在は周遊型観光ができる産業遺産である。各観光施設が点在しており、駐車場スペースが広く、待ち時間もなく、自然を楽しみながらゆったりと見学できるのが特徴。里山の固有の文化が残る大変貴重な美集落である。備中神楽や渡り拍子など伝統的祭事にも保存伝承に力を入れ、日本最古の木造小学校であった旧吹屋小学校がある。
標高550mに位置する町であり、その立地から周囲に娯楽施設などは一切ない。商店や飲食店も数えるほどで、生活用品や食料など、まとまった買い物をする場合はバスや自家用車で約1時間かけてJR伯備線の備中高梁駅周辺まで出る必要がある。日中でも住民の外出は疎らで飲食店などは15:30ごろには閉店してしまい、出発するバスもその時間帯が最終便となる。地域内に警察組織はなく、この地区を管轄する高梁警察署坂本駐在所まで3kmほどある。

## 建造物・施設
吹屋地区
- 旧片山家住宅（国の重要文化財） - 江戸時代後期築の商家、主屋と付属屋計5棟が国の重要文化財に指定されている。石州瓦葺、主屋は切妻造平入（座敷部の背面は入母屋造妻入）[1]
- 吹屋ふるさと村郷土館 - 1879年（明治12年）築の商家。妻入、入母屋造、石州本焼瓦葺。
- 吹屋資料館 - 明治中期頃の建築。旧吹屋町役場。
- 国際交流ヴィラ - バブル期の1988年に、当時の岡山県知事・長野士郎の発案で、地域の国際化を目的に県が造った外国人専用の宿泊施設だったが、利用客の減少・建物の老朽化・県の財政難により2008年に廃止され、2009年に県から高梁市へ施設移管、2016年に日本人・外国人問わず宿泊可能な民間経営のゲストハウスとして再開された[2][3][4][5]。
- 山神社 - 1874年（明治7年）に岩崎弥太郎が寄進した三菱マークの玉垣が現存する。
- 高梁市立吹屋小学校 - 1899年（明治32年）竣工（東校舎・西校舎、木造平屋建）と1909年（明治42年）竣工（本館、木造2階建）という日本最古の木造校舎だった。夜間はライトアップされる。2012年3月に閉校となり、耐震対策のため解体修理後、2022年に観光施設として開館した。
- ラ・フォーレ吹屋 - 吹屋中学校跡地に旧校舎を模して旧成羽町が建設したホテル。
- ふれあいの森 - バンガロー、テニスコート、キャンプ場、天文台、フィールドアスレチック、小鳥の森などの施設がある。

坂本地区
- 西江邸 - 幕府代官御用所としてまた、ベンガラ産業の中心的役割として地域のランドマークとなっていた。郷蔵・白洲跡・駅馬舎・手習い場などが現存し、一般公開している。中世の山城風な館構え、戦国時代を彷彿させる武者返しとなっている石垣、石州宮大工・石州瓦がベンガラ産業の繁栄期をうかがい知ることのできる人の住まう活きた歴史的建造物である。また、西江家十八代目当主が途絶えたベンガラ産業の復興に成功させ、かつての天然ローハベンガラを保存している。天然ローハベンガラで染色したスカーフを展示販売している。映画「釣りバカ日誌18 ハマちゃんスーさん瀬戸の約束」のロケで使用。
- 吉岡銅山施設

中野地区
- 広兼邸 - 旧庄屋の邸宅。映画「八つ墓村」のロケで使用された。
- ベンガラ館 - 明治時代のベンガラ工場を再現している。
- ベンガラ陶芸館
- 笹畝坑道 - 大正時代に閉山となった銅山の坑道を整備し、観光坑道となっている。
- 金精神社
- 吉岡銅山3番坑
- 辰口八幡宮

下谷地区
- 田村家住宅（福岡屋）
- 延命寺
- 銅栄寺

## 沿革
- （伝）807年（大同2年） - 吹屋銅山開坑。
- 1681年（天和元年） - 大坂の泉屋（住友財閥の前身）により吉岡銅山が開発される。
- 1707年（宝永4年）頃 - ベンガラの生産が始まる。
- 1722年（享保7年） - 大塚家（福岡屋）により吉岡銅山が開発される。
- 1873年（明治6年） - 三菱財閥の岩崎家により吉岡銅山が開発される。
- 1889年（明治22年）6月1日 - 町村制施行により、川上郡吹屋村・坂本村・中野村の一部が合併して吹屋村を新設。
- 1901年（明治34年）2月6日 - 吹屋村が町制施行して吹屋町が発足。
- 1931年（昭和6年） - 銅山が閉山。
- 1934年（昭和9年）3月19日 - 吹屋大火災が発生。
- 1954年（昭和29年）5月3日 - 吹屋千枚の大火が発生。
- 1955年（昭和30年）4月1日 - 吹屋町が成羽町に編入合併する。
- 1972年（昭和47年） - 第二次世界大戦後に操業が再開されていた銅山が閉山。
- 1973年（昭和48年） - 成羽町役場吹屋支所を閉鎖。
- 1974年（昭和49年）12月 - 岡山県「吹屋ふるさと村」に指定される。
- 1977年（昭和52年）5月 - 国（文部大臣）により重要伝統的建造物群保存地区として選定される。
- 1978年（昭和53年）4月 - 吹屋地区の住民により吹屋町並保存会が発足。
- 1979年（昭和54年）11月 - 笹畝坑道が一般公開される。
- 2004年（平成16年）10月1日 - 川上郡成羽町・備中町・川上町・上房郡有漢町および高梁市（旧）が合併し、新・高梁市を新設。吹屋地区は高梁市成羽町吹屋・同坂本・同中野となる。
- 2020年（令和2年）6月19日 - 『ジャパンレッド』発祥の地として日本遺産に認定される[6]。

## 主な行事
- ヒルクライムチャレンジシリーズ 高梁吹屋ふるさと村大会（10月上旬）

## 交通
- JR伯備線 備中高梁駅から備北バス「吹屋」行きで60分
- 車なら、賀陽インターチェンジから国道180号を左折（道標は右折とあるが、途中道標が不案内の為、道に迷う可能性がある）し、落合橋東を右折、国道313号を成羽方面へ、手川橋三叉路を新見方面へ右折、岡山県道33号新見川上線を北上する。賀陽ICより約50分。一般ルートは、西江邸＝から新見方面岡山県道85号高梁坂本線を右折、吹屋街並み（旧片山邸・郷土館）＝笹畝坑道＝ベンガラ館＝広兼邸  約半日コース
- 新見インターチェンジより約25分。正田を右折し、県道33号を成羽方面へ。
- 2022年、7月22日から11月20日の金・土・日・祝日に岡山桃太郎空港と備中高梁駅（東口）・吹屋を結ぶ直行バスを試験運行する[7]。